# Rayadillo

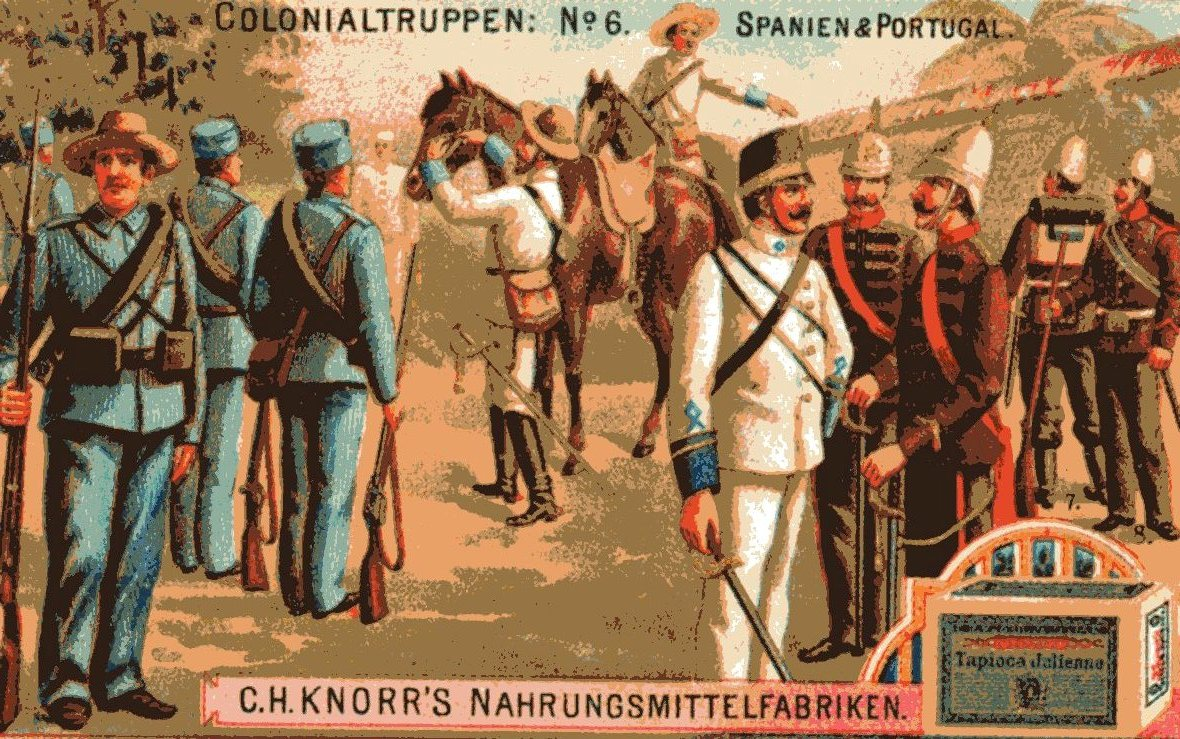
Spanische und portugiesische Kolonialtruppen um 1900

Rayadillo (spanisch rayado (gestreift) + Diminutiv -illo) war ein meist blauweiß, seltener schwarzweiß gestreifter Baumwoll-Drillichstoff, der von spanischen Truppen in Spanien selbst als Sommeruniform und in Spanisch-Ostindien, Spanisch-Marokko, Spanisch-Guinea, auf Kuba und Puerto Rico als Tropenuniform getragen wurden. Neben dem Heer wurde das Material auch in der Infantería de Marina verwendet. Analog zum Tropenhelm wurde der rayadillo zum Synonym für Kolonialherrschaft. Zur Verwendung kam der Stoff zwischen ca. 1870 und 1920; bekannt wurde er insbesondere durch den Spanisch-Amerikanischen Krieg. Außer in spanischen Kolonialtruppen wurde das Material auch in zentralamerikanischen Armeen wie z. B. Honduras verwendet.

## Entstehung und Typen vonrayadillo

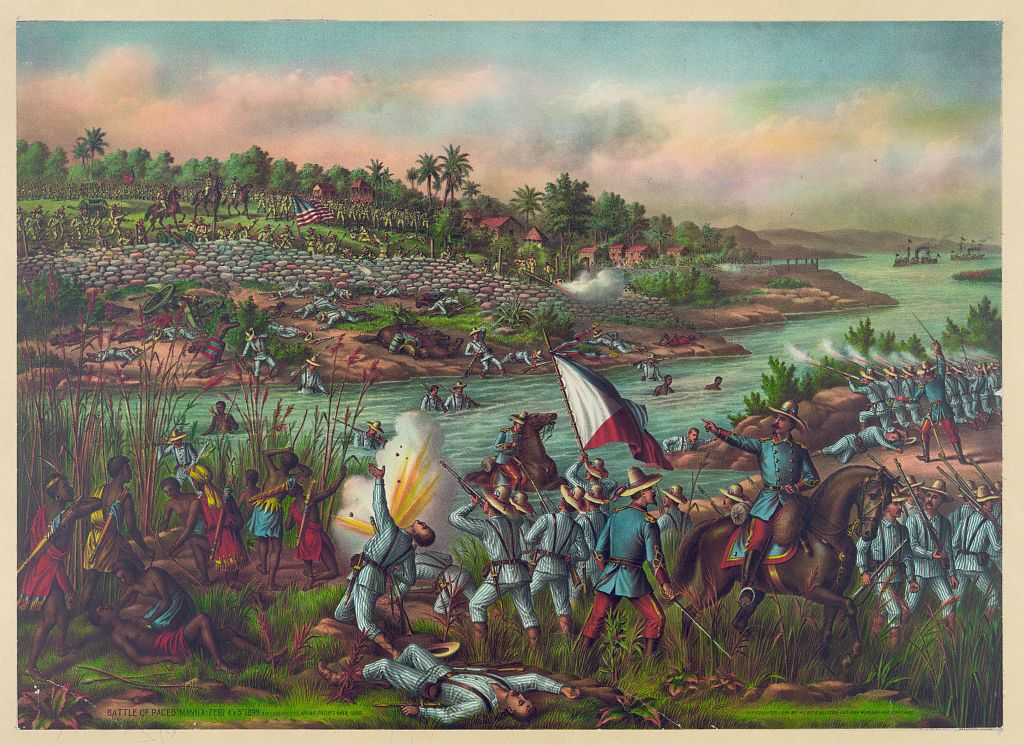
Battle of Paceo

Nachgewiesen ist die Materialart mit einem hellblauen Farbton erstmals in einer Vorschrift von 1820 für kubanische Milizen.
Das Grundmaterial bestand aus weißem Drillich, in den hellblaue, preußischblaue oder schwarze Streifen eingewebt wurden. Je nach Breite der Streifen, ihrem Abstand zueinander und dem Farbtyp entstanden hellere oder dunklere Farbtöne. Die schwarzweiße Variante wurde lediglich in Spanien und Spanisch-Afrika getragen. Das Material wurde sowohl für Hosen als auch die Feldjacke (guerrera) und die Guayabera benutzt.
Auf der Feldjacke bzw. der Guayabera wurden analog zur regulären Uniform die Waffenfarben auf Ärmelaufschlägen und/oder Kragenabzeichen getragen:
- Infanterie: Türkisblau
- Jäger: Grün
- Kavallerie: Hellblau
- Artillerie: Scharlachrot
- Ingenieure: Karmesinrot
- Infantería de Marina: Blau
Im ersten Jahrzehnt des 20. Jahrhunderts wurde das Material durch khakifarbene Baumwollstoffe, wie sie auch von anderen Kolonialtruppen benutzt wurde, abgelöst.